# Antônio Sabino do Monte
Antônio Sabino do Monte (Sobral, 11 de julho de 1846 — 19 de outubro de 1925) foi advogado, promotor, magistrado e político brasileiro. Foi presidente da província da Paraíba, de 31 de agosto de 1884 a 8 de julho de 1885.

## Biografia
Era filho do major Miguel Francisco do Monte e de Ana Clara Francisca (Saboia) Correia da Silva, sobrinha do padre Domingos Carlos de Saboia. Era irmão de Ernestina Olívia da Silva Monte, esposa do ex-deputado Helvécio Monte.
Bacharelou-se em ciências jurídicas pela Faculdade de Direito de Recife, em 7 de novembro de 1870, na mesma turma que Domingos Gonçalves Cearense e Francisco Antônio de Oliveira Sobrinho, com aprovação plena em todos os anos do curso. Já no ano seguinte, entre março e abril, foi promotor público de sua comarca natal por nomeação interina do juiz de direito, Vicente Alves de Paula Pessoa. Transferiu-se então para Santa Maria Madalena, então distrito do município de Cantagalo, Rio de Janeiro, e ali exerceu a profissão de advogado.
Por ato do presidente Josino do Nascimento Silva, em 27 de janeiro de 1872, foi nomeado promotor público de Cantagalo, cargo, porém, que deixou ainda no mesmo ano. Todavia, em fevereiro de 1873, foi empossado juiz municipal e de órfãos do termo de Mangaratiba, para o qual foi nomeado por Duarte de Azevedo, ministro da Justiça, por decreto de 27 de novembro de 1872. Acumulou a este cargo o de inspetor das escolas, mas de ambos foi exonerado por motivos de saúde, que o obrigaram a retornar para o Ceará, em 1874.
De volta à província natal, o presidente Heráclito Graça nomeou-o promotor público da comarca Canindé, cargo que exerceu de 24 de novembro a fevereiro de 1876, sendo removido por Esmerino Gomes Parente, presidente em exercício, para a comarca de Aquiraz e, por ato de 4 de abril, pelo presidente Francisco de Faria Lemos, para a de Maranguape.
Em 23 de novembro de 1878, foi nomeado chefe de polícia (que hoje corresponde ao cargo de secretário de segurança pública) do Ceará, empossado em 13 de março seguinte, e nele se manteve até 12 de fevereiro de 1880. Seu secretariado foi tumultuoso, devido à crise causada pela seca iniciada no ano anterior. O banditismo no interior do estado cresceu alarmantemente, tendo ocorrido durante sua chefatura a prisão de mais de trezentos criminosos.
Por decreto de 8 de fevereiro de 1879, foi nomeado quarto vice-presidente do Ceará, cargo de que não tomou posse; em 28 de agosto do ano seguinte, juiz de direito da comarca de Imperatriz, em Alagoas, cargo que exerceu por apenas um mês; e, em 5 de março de 1881, tornou-se chefe de polícia da província do Pará, quando se teve de executar pela primeira vez a eleição direta, no ministério Saraiva. Retirando-se da chefatura de polícia do Pará, foi-lhe designada, por dec. de 14 de novembro de 1881, a comarca de Santana do Acaraú, no Ceará, para exercer nela o cargo de juiz de direito, e desse saiu para o de presidente da Paraíba por carta imperial de 9 de agosto de 1884, que começou a exercer a 31 do mesmo mês e deixou em 8 de julho do ano seguinte. No exercício dessa presidência, foi condecorado pelo presidente da República da Venezuela com o busto de Simão Bolívar.
Voltou ao exercício de sua comarca de Santana do Acaraú, e nele esteve ininterrompidamente até janeiro de 1891, quando foi removido pelo governo provisório republicano para a segunda vara cível de Fortaleza, por dec. de 27 de dezembro de 1890. No exercício dessa vara tomou assento no primeiro Congresso Constituinte do Estado, fazendo parte da comissão que elaborou a primeira constituição cearense e no Congresso, na sua primeira série, e fora dele, na segunda organização do Estado, colaborou na confecção de suas mais importantes leis.
Na organização da magistratura do Estado, feita pelo General José Clarindo de Queirós, foi nomeado desembargador do Tribunal da Relação por ato de 27 de junho de 1891, procurador-geral do Estado por ato de 18 de fevereiro de 1892, firmado pelo vice-governador Benjamim Liberato Barroso, e secretário dos Negócios da Justiça por ato de 12 de julho de 1900 do presidente Pedro Borges.
Faleceu aos 79 anos, em Fortaleza, deixando viúva Carolina Marques Perdigão Monte (falecida em 1943), filha do advogado e jurista Carlos Frederico Marques Perdigão e de Neomísia Leovegeilda Cintra da Silva, com quem se casou na época em que viveu no Rio de Janeiro. O casal teve sete filhos, dentre os quais os engenheiros Rubens Monte e Humberto Monte.